# Coatlila
Coatlila es una localidad de México localizada en el municipio de Zacualtipán de Ángeles en el estado de Hidalgo.

## Toponimia
En náhuatl, lugar de culebras.

## Geografía
Se encuentra en la región geográfica de la Sierra Alta, le corresponden las coordenadas geográficas 20° 41’ 10.711” de latitud norte y 98° 35’ 12.852” de longitud oeste, con una altitud de 1602 m s. n. m. En cuanto a fisiografía se encuentra en la provincia de la Sierra Madre Oriental, dentro de la subprovincia del Carso Huasteco; su terreno es de meseta y sierra. En lo que respecta a la hidrografía se encuentra posicionado en la región del Pánuco, dentro de la cuenca del río Moctezuma, y dentro de las subcuenca del río Calabozo. Cuenta con un clima templado húmedo con lluvias todo el año.

## Demografía
En 2020 registró una población de 827 personas, lo que corresponde al 2.17 % de la población municipal. De los cuales 405 son hombres y 422 son mujeres.
| Gráfica de evolución demográfica de Coatlila entre 1900 y 2020                               |
|                                                                                              |
| Población de los censos y conteos del Instituto Nacional de Estadística y Geografía (INEGI). |